# 希腊马列主义者组织
希腊马列主义者组织（希臘語：Οργάνωση Μαρξιστών Λενινιστών Ελλάδας，缩写为ΟΜΛΕ），是希腊毛派运动的开始，在1964年因反对苏联修正主义而从希腊共产党分裂。
希腊马列主义者组织产生于脱离前苏联和其他东方集团国家的希腊流亡共产主义者与希腊共产主义团体（该团体出版杂志《文艺复兴》）的合并。
毛泽东去世后，1976年，希腊马列主义者组织出现了重大危机，主要分成两个政党：希腊共产党（马列）和希腊马列主义共产党，后者支持三个世界理论。  